# Transactions of the American Mathematical Society
Transactions of the American Mathematical Society (nach ISO 4 abgekürzt Trans. Am. Math. Soc.) ist eine seit 1900 monatlich in englischer Sprache erscheinende mathematische Fachzeitschrift, die von der American Mathematical Society herausgegeben wird und längere (in der Regel mehr als 15 Seiten lange) Forschungsarbeiten aus der reinen und der angewandten Mathematik veröffentlicht.